# Boksitogorsk
Boksitogorsk (russisk: Бокситого́рск) er en by i Leningrad oblast i den europæiske del af Den Russiske Føderation.
Boksitogorsk ligger ved floden Pjardomlja, en biflod til floden Sias. Byen blev grundlagt i 1929 . Den har et areal på 13 km2
og et indbyggertal på 15.480 (2024) indbyggere. Boksitogorsk er hovedby i Boksitogorsk rajon.